# Pharyngolepis
Pharyngolepis là một chi cá không hàm tuyệt chủng sống vào kỷ Silur ở nơi hiện nay là Na Uy.

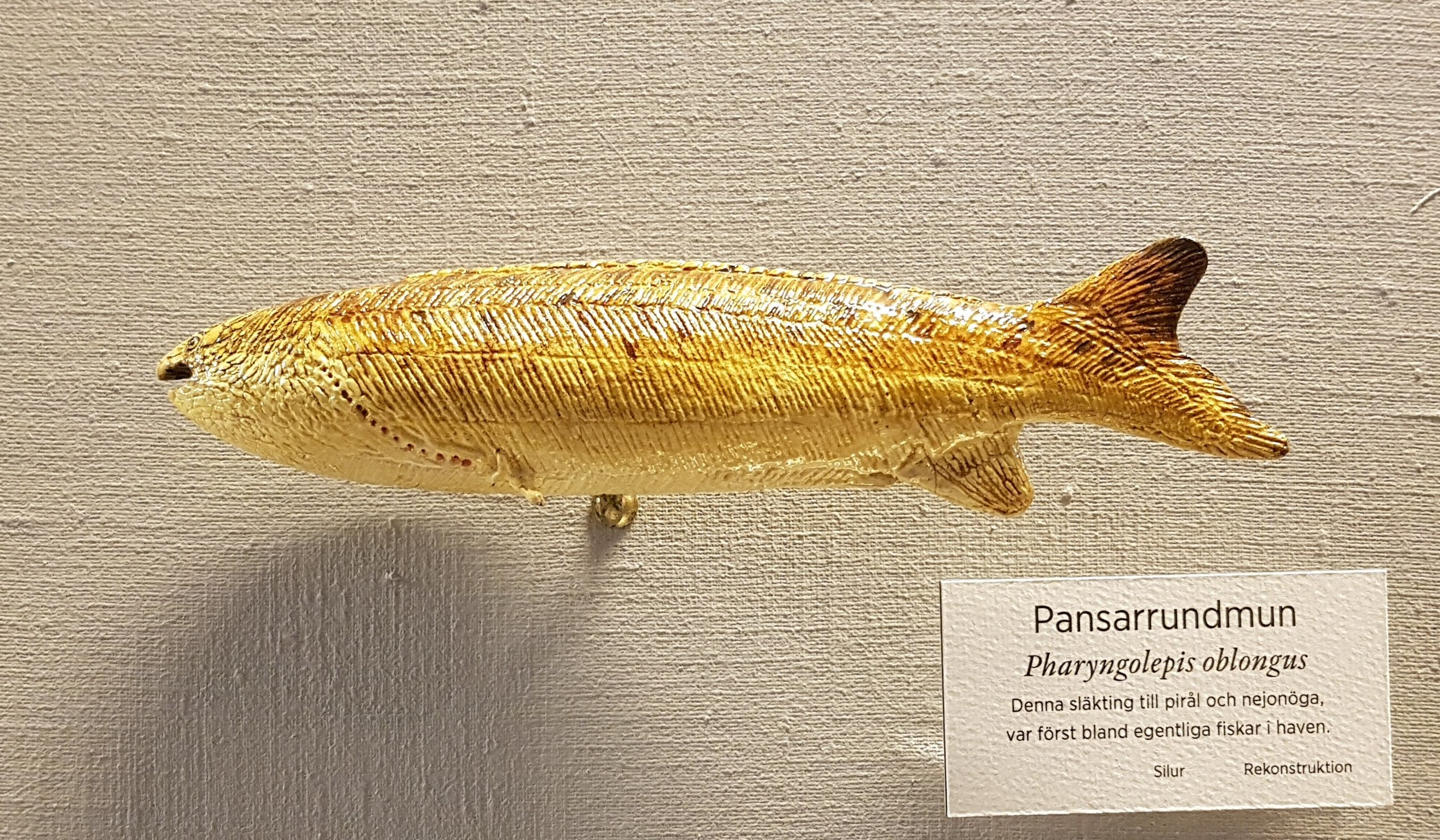
Pharyngolepis oblongus

Pharyngolepis có vây hậu môn và vây đuôi phát triển tốt, nhưng không có cặp vây hoặc vây lưng nào có thể giúp nó ổn định trong nước, và vì vậy có thể là một sinh vật bơi kém, ở gần đáy biển.  Thay vào đó, các vây ngực được thay thế bằng các gai xương, có thể để bảo vệ khỏi những kẻ săn mồi, và có một hàng gai dọc theo lưng.  Nó có thể đã vớt thức ăn từ đáy đại dương.